# Jerry Lee Lewis
Jerry Lee Lewis (Ferriday, Luisiana, 29 de septiembre de 1935-Condado de DeSoto, Misisipi, 28 de octubre de 2022) fue un cantante, compositor y pianista estadounidense, pionero del rock and roll. Fue ampliamente considerado como uno de los cantantes más influyentes e importantes del rock y uno de los pianistas más influyentes del siglo XX. Apodado "The Killer" ("El Asesino") por su fuerte personalidad y su puesta en escena, y tras ser considerado una seria alternativa frente a Elvis Presley, el "Rey del Rock". Su popularidad decayó a finales de los años cincuenta al hacerse público que se casó con su sobrina segunda Myra Gale Brown, de 13 años de edad. Su carrera resurgió a mediados de los años 60 con varios éxitos en la música country.
Su figura ha sido rehabilitada en las últimas décadas, entrando a formar parte en 1986 del Salón de la Fama del Rock dentro del primer grupo, junto con otros pioneros del estilo, y posteriormente del Salón de la Fama del Rockabilly. En 2003, la revista Rolling Stone lo situó en el puesto 24.º de los mejores músicos del siglo. Su vida fue llevada la gran pantalla en la película Great Balls of Fire! (1989), donde fue interpretado por el actor Dennis Quaid.
Tras la muerte de Little Richard en mayo de 2020, y hasta su propio fallecimiento, Jerry Lee Lewis se convirtió en el último sobreviviente de la edad dorada del Rock and Roll de los años 50.

## Biografía

### Primeros años
Jerry Lee Lewis nació en una familia muy pobre de Ferriday, en la parroquia de Concordia, al este de Luisiana. Comenzó a tocar el piano en su juventud junto a sus primos Mickey Gilley y Jimmy Swaggart, posteriormente uno de los primeros teleevangelistas. Debido al talento mostrado por Jerry Lee ya desde su infancia, sus padres hipotecaron su granja para comprarle un piano. Influenciado por la música popular entonces emitida por la radio en programas como The Louisiana Hayride o Grand Ol' Opry, mezcló los estilos de la época (country, rhythm and blues, boogie-woogie y góspel) para crear el suyo propio.
En sus primeros años de adolescencia comenzó a acudir a los guetos negros para escuchar a los cantantes de blues y el 29 de septiembre de 1949 realizó su primera aparición pública en un espectáculo montado por la compañía de automóviles Ford en su ciudad natal, interpretando el tema "Drinkin wine, spoo-dee-o-dee".
En 1952, con 16 años, contrajo matrimonio con Dorothy Barton, dos años mayor que él (en esa época, en el sur de los Estados Unidos, eran comunes los matrimonios a temprana edad). Ese mismo año grabó sus primeras canciones: una composición para piano llamada "New Orleans boogie" y una versión de la balada country de Lefty Frizze "Don't stay away ('til love grows old)". En septiembre de ese año su madre lo envía a una escuela religiosa de Waxahachie, Texas, para que interpretase música exclusivamente religiosa, pero pronto fue expulsado por tocar una versión de "My God is real" en estilo boogie-woogie.
En 1953, sin divorciarse de su primera esposa, se casa con Jane Mitcham cuando esta queda embarazada del que sería el primer hijo de Lewis, Jerry Lee Lewis Jr. En 1954 volvió a grabar, haciendo versiones de canciones country como "If I ever needed you" y "I don't hurt anymore". En estos primeros años actuó en clubes en Ferriday, Natchez, Misisipi y Nashville (Tennessee). Al intentar aparecer en The Louisiana Hayride es rechazado ya que según los ejecutivos del programa debía tocar la guitarra y no el piano.
En 1956, después de leer un artículo sobre Elvis Presley en una revista, viaja a Memphis para probar suerte grabando en su misma compañía discográfica, Sun Records. En ese momento, el dueño de la discográfica, Sam Phillips, se encontraba en un viaje en Florida así que fue Jack Clement quien grabó sus primeras canciones para el sello: una versión de "Crazy arms" de Ray Price y una composición propia llamada "End of the road".

### Éxito
El 4 de diciembre del mismo año se produce un acontecimiento histórico cuando, en una sesión improvisada en la sede de la compañía, graba varios temas junto a Elvis, Carl Perkins y Johnny Cash. Bautizados Million Dollar Quartet ("El cuarteto del millón de dólares") en un artículo periodístico aparecido días después e inmortalizados en una célebre fotografía con Elvis al piano, la grabación no vería la luz pública hasta décadas después.
Fue en 1957 cuando Lewis alcanza un éxito masivo con "Whole Lotta Shakin' Goin' On". En un principio, Sam Phillips no estaba convencido de grabar esta canción debido a su contenido sexual que la hacía más propia del gusto del público negro, pero finalmente acepta y se graba como cara B de un sencillo que incluía como tema principal It'll be me. "Whole Lotta Shakin' Goin' On" fue tocada en vivo por primera vez en un bar de Arkansas el 22 de febrero e impresionó tanto al público que la tuvieron que repetir veinticinco veces en la misma noche. Por su alto contenido sexual, excesivo para la sociedad de la época, fue censurada en muchos programas de radio y televisión. Después de no ser admitida en The Ed Sullivan Show, calificada de inmoral, la presenta en The Steve Allen show, gracias al cual alcanza el número uno en las listas de country y R&B y el tercer puesto en las de pop, llegando a vender seis millones de discos en todo el mundo.
Tras el éxito espectacular del sencillo, el escritor de canciones Otis Blackwell, que ya había trabajado para Elvis, compone junto a Jack Hammer el que sería el tema de mayor éxito de la carrera de Lewis, "Great Balls of Fire". No obstante, Sam Phillips tuvo que convencer al cantante para grabar la canción ya que Jerry rehusaba debido a su contenido blasfemo. El tema logra un gran éxito a nivel mundial y es n.⁰ 1 en las listas de los Estados Unidos y el Reino Unido.
En esa época se produce la que quizá sea la anécdota más conocida en la carrera de Jerry Lee Lewis, origen de su fama de artista problemático que le daría su apodo de "The Killer": según este relato, en una actuación en el Brooklyn Paramount Theatre de Nueva York, Lewis fue programado como telonero del músico Chuck Berry. Como protesta, cuando subió al escenario llevó una botella de Coca-Cola llenada con gasolina y, mientras interpretaba vigorosamente Great Balls of Fire en el piano, vació la gasolina sobre el mismo piano y lo incendió a la vista del impactado público. Al terminar de tocar, con el piano aún en llamas, se oyó a Lewis diciéndole a Berry "Supera esto, negro". No obstante, si bien se tiene constancia de que tanto la provocación a Chuck Berry como el incendio del piano ocurrieron realmente, las fuentes disponibles indican que en realidad se trató de dos shows distintos. Tampoco se sabe con certeza si el incidente del piano ocurrió apenas una vez (la única verificada) o formó parte regular de su espectáculo. En cualquier caso, nunca ocurrió una vez finalizada la década de los 50.
En el verano de 1958 Lewis era el músico con más éxito del momento gracias a dos temas más: "Breathless" y "High School Confidential", que lograron altas posiciones en las listas. Esta última apareció en la banda sonora de la película del mismo nombre en la que Lewis actuó. No obstante, su carrera sufriría a finales de año un tremendo varapalo, del que en cierto modo nunca llegó a recuperarse, al conocerse un nuevo dato sobre su vida privada que escandalizó a la sociedad de la época.

### Escándalo
Cuando Jerry Lee Lewis viajó a Memphis en 1956, conoció a Myra Gale Brown, la hija de su primo, el bajista J.W. Brown. El 12 de diciembre del año siguiente se casaron en Hernando, Misisipi aunque todavía Lewis no se había divorciado de su segunda esposa. Myra Brown solo contaba con 13 años en la fecha de la boda, mientras que Jerry Lee tenía 22, razón por la cual ambos ocultaron el matrimonio.
El 22 de mayo de 1958 Jerry Lee Lewis llegó a Gran Bretaña junto con su familia, incluyendo a su esposa, aunque se le había recomendado que ésta no fuese. En el aeropuerto de Londres un periodista local descubre el matrimonio y al preguntar por la edad de la esposa, Lewis contesta que Myra tiene 15 años. La prensa británica descubre pronto que Myra tenía 13 años causando un gran escándalo y la popularidad de Lewis, muy elevada entre el público británico, se reduce considerablemente; después de solo tres conciertos con escasa audiencia la gira se cancela y Lewis es deportado de Gran Bretaña.
El escándalo siguió a Lewis hasta Estados Unidos y como resultado de ello, fue casi apartado de la escena musical y sufrió el ostracismo del público, pasando de ganar 10 000 dólares la noche a 250. La discográfica Sun Records lanza un sencillo llamado The Return of Jerry Lee que es una entrevista en la que se utilizan partes de las canciones en tono humorístico. En el lado B se incluye Lewis Boogie, pero el disco es un fracaso y no llega a las listas. En 1959 nace su tercer hijo, Steve Allen Lewis, el nombre es en honor al presentador de televisión que presentó a Jerry.
En 1960 Sun Studios, en un esfuerzo de recuperar la carrera de Lewis, graba canciones instrumentales bajo el seudónimo The Hawnk, pero el estilo de Jerry es muy reconocible y el intento fracasa. El único éxito de Lewis durante este periodo sería una versión del What'd I Say de Ray Charles en 1961. Su popularidad se recupera un poco en Europa (especialmente en Gran Bretaña y Alemania) hacia mediados de los años 60, pero su éxito no se replica en los Estados Unidos.
El 22 de abril de 1962, un Domingo de Pascua, Steve Allen Lewis muere ahogado en la piscina a la edad de tres años mientras estaba bajo el cuidado de su abuelo Elmo Lewis, tragedia que Jerry interpreta como un castigo por su turbulento pasado. Cinco días después del entierro Lewis hace una gira por el Reino Unido donde resulta muy bien recibido; sin embargo, desde la muerte de su hijo, la relación con Myra empeora y aumenta la dependencia hacia los fármacos y el alcohol.
En 1963 Jerry y Myra tienen una hija, Phoebe Lewis, la cual tuvo una estrecha relación con su padre y ya adulta sería su mánager. Ese mismo año expira el contrato con Sun Studios y entonces Lewis se incorpora a Smash Records. Ese año vuelve a hacer una gira por Europa en Inglaterra, Escocia, Alemania y Francia.
En 1964 Lewis actúa en el concierto "Live at Star-Club" en la ciudad alemana de Hamburgo del que saca un álbum con ese mismo título considerado uno de los mejores y más salvajes "en vivo" de la historia del rock.
Después de más de una década tocando rock and roll, en 1968 Lewis se centra casi exclusivamente en la música country con éxito, con muchas canciones destacando en las listas de hits, incluyendo un "número uno" con To make love sweeter for you en 1969. Aunque volvió a hacer giras en cuyos conciertos se agotaban las entradas, Lewis nunca conseguiría alcanzar las alturas del éxito que tuvo antes del escándalo de su boda con Myra, a pesar del gran éxito internacional de Chantilly Lace, en 1973.

### Problemas personales
La década de 1970 comienza con varias desgracias personales para Lewis: en 1970 su segunda esposa le pide el divorcio; en 1971 fallece su madre; en 1973 su hijo de 19 años, Jerry Lee Lewis Jr., muere en un accidente automovilístico; y en 1979 fallece su padre, Elmo Lewis. Un año después de divorciarse se vuelve a casar.
El comportamiento errático e incoherente de Lewis durante la última parte de la década de los 70 y principios de la década de 1980 le condujo a una larga hospitalización cercana a la muerte por úlcera sangrante en 1981. Poco después, su cuarta esposa, Jaren Gunn Pate, se ahoga en la piscina de la casa de una amiga; poco más de un año después, su quinta cónyuge Shawn Stephens aparece muerta en su casa por sobredosis de metadona. Jerry Lee Lewis, también sufre adicción a las drogas, se interna voluntariamente en la clínica de desintoxicación Betty Ford. 
Durante el resto de la década Lewis volvió a tener problemas de salud y es internado en varias ocasiones. También tiene problemas con la administración tributaria de EE. UU. y acumula una deuda de casi 3 millones de dólares en impuestos impagos. La ruina pública de su primo, el evangelista de televisión Jimmy Swaggart tras un escándalo sexual en 1986, no hizo más que aumentar la publicidad negativa de una ya muy problemática familia; Swaggart es también pianista, como su otro primo, la estrella del country Mickey Gilley. La hermana de Jerry Lee, Linda Gail Lewis, también toca el piano, llegando a grabar algunas canciones con Van Morrison.
En 1987 Lewis vuelve a tener un hijo con su sexta esposa, el niño se llamará Jerry Lee Lewis III. En 1989, una película de Orion Pictures basada en los primeros años de su carrera y titulada Great Balls of Fire! (traducida al español como Gran bola de fuego) nuevamente atrajo sobre él la mirada del gran público; el filme estaba basado en el libro de la exesposa de Lewis, Myra, y protagonizado por Dennis Quaid haciendo de Lewis, junto con Winona Ryder y Alec Baldwin.

### Años 2000

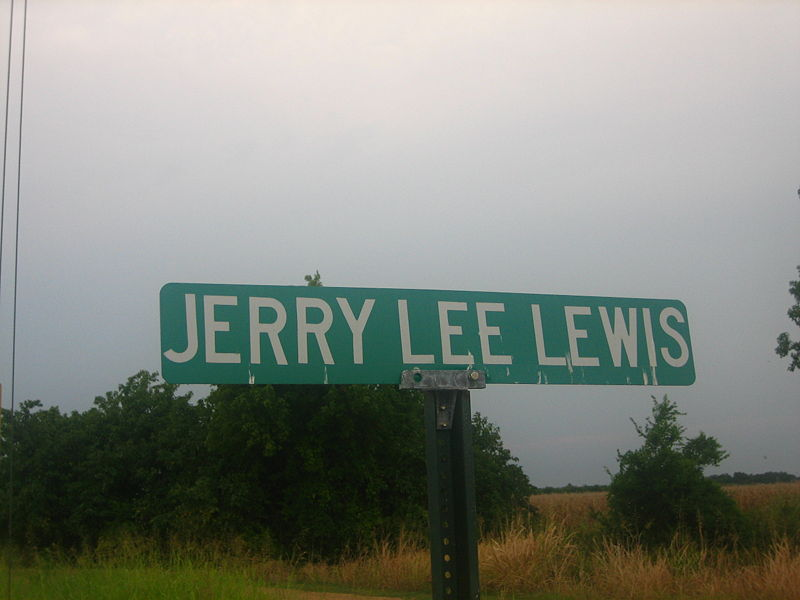
"Ruta Jerry Lee Lewis" en Ferriday, Luisiana.

Después de varios años sin pisar un estudio, Lewis intenta sin éxito sacar un nuevo álbum en 2004, pero el disco aparece finalmente, el 26 de septiembre de 2006 con el título de Last Man Standing e incluye 21 duetos con leyendas vivas como Little Richard, Chris Isaak, Mick Jagger, John Fogerty, Jimmy Page, Bruce Springsteen, Ringo Starr, Neil Young, Keith Richards, BB King o Buddy Guy.
En 2007 saca un DVD en vivo de su álbum del que vende más de 500 000 discos. En 2008 actúa en la entrega de los premios Grammy, en el Capitolio de los Estados Unidos y realiza otra exitosa gira por Europa.

### Años 2010
El 29 de septiembre de 2010 Jerry Lee cumple 75 años lanzando el disco Mean old man, un disco apegado a su estilo country.
El 17 de abril de 2011 Jerry Lee Lewis realizó un concierto en el Record Store Day de Nashville, TN, el cual fue grabado y posteriormente lanzado en 2012 como Live At Third Man Records. En realidad este concierto estaba planeado para el día 16 de abril, pero este se pospuso debido a que las condiciones de frío y mucho viento hubieran podido arruinar la grabación en vivo del show. El evento fue producido por Jack White para Third Man Records, y grabado en directo a cinta analógica. La banda estuvo conformada por el guitarrista Steve Cropper, el baterista Jim Keltner, el bajista Jack Lawrence (Greenhornes, The Dead Weather), y el legendario Kenny Lovelace, guitarrista que acompaña a Lewis desde 1966. A modo sencillo se publicó el tema "Why You Been Gone So Long?" a través de YouTube.
En 2014 se lanza un nuevo trabajo en estudio llamado Rock & Roll Time.

### Últimos años y muerte
El 28 de febrero de 2019, Lewis sufre un ataque cerebrovascular, por lo que sus presentaciones son canceladas. En febrero de 2020 se anuncia, luego de un año de ardua rehabilitación, el regreso de Lewis a los estudios para la preparación de un nuevo álbum. Se recuperó por completo de muchas apariciones canceladas por problemas de salud.
El 15 de julio de 2022 se publica Jimmy Lee & Jerry Lee: The Boys From Ferriday, el último álbum de Lewis, grabado junto a su primo, el telepredicador Jimmy Lee Swaggart. En este trabajo, Lewis regresa a sus raíces gospel, explorando con intensidad temas como el perdón, la fe y la redención.
El 16 de octubre de 2022, fue aceptado en el Salón de la Fama de la Música Country, honor que no había recibido anteriormente. 
El 26 de octubre de 2022, TMZ y otros medios anunciaron su muerte, aunque la noticia se probó falsa. Sin embargo, dos días después falleció en su casa de Nesbit, Misisipi, de una neumonía a la edad de 87 años.

## Discografía

### Álbumes
| Año  | Título                                                                 | Posición | Posición   | Posición |
| Año  | Título                                                                 | US       | US Country | UK       |
| ---- | ---------------------------------------------------------------------- | -------- | ---------- | -------- |
| 1958 | Jerry Lee Lewis (album)                                                |          |            |          |
| 1962 | Jerry Lee Lewis Vol. 2/Jerry Lee's Greatest                            |          |            | 14       |
| 1964 | Live at the Star Club, Hamburg                                         |          |            |          |
| 1964 | Golden Rock Hits of Jerry Lee Lewis                                    | 40       |            |          |
| 1964 | The Greatest Live Show on Earth                                        | 32       |            |          |
| 1965 | The Return of Rock                                                     | 64       |            |          |
| 1965 | Country Songs for City Folks/All Country                               |          | 39         |          |
| 1966 | Memphis Beat                                                           | 145      |            |          |
| 1967 | Soul My Way                                                            |          |            |          |
| 1968 | Another Place, Another Time                                            | 160      | 3          |          |
| 1969 | She Still Comes Around                                                 |          | 12         |          |
| 1969 | Sings the Country Music Hall of Fame Hits, Vol. 1                      | 127      | 2          |          |
| 1969 | Sings the Country Music Hall of Fame Hits, Vol. 2                      | 124      | 5          |          |
| 1969 | Together (duets with Linda Gail Lewis)                                 |          | 8          |          |
| 1969 | Original Golden Hits, Vol. 1                                           | 119      | 8          |          |
| 1969 | Original Golden Hits, Vol. 2                                           | 122      | 6          |          |
| 1970 | The Golden Cream of the Country                                        |          | 11         |          |
| 1970 | She Even Woke Me Up to Say Goodbye                                     | 186      | 9          |          |
| 1970 | A Taste Of Country                                                     |          | 16         |          |
| 1970 | Best Of                                                                | 114      | 8          |          |
| 1970 | Live at the International, Las Vegas                                   | 149      | 5          |          |
| 1971 | In Loving Memories                                                     |          | 18         |          |
| 1971 | There Must Be More to Love Than This                                   | 190      | 8          |          |
| 1971 | Touching Home                                                          | 152      | 11         |          |
| 1971 | Monsters                                                               |          | 44         |          |
| 1971 | Would You Take Another Chance on Me                                    | 115      | 3          |          |
| 1972 | The Killer Rocks On                                                    | 105      | 4          |          |
| 1972 | Who's Gonna Play This Old Piano?                                       |          | 3          |          |
| 1973 | The Session (double album; gold record)                                | 37       | 4          |          |
| 1973 | Sometimes a Memory Ain't Enough                                        |          | 6          |          |
| 1973 | Southern Roots                                                         |          | 6          |          |
| 1974 | I-40 Country                                                           |          | 25         |          |
| 1975 | Boogie Woogie Country Man                                              |          | 16         |          |
| 1975 | Odd Man In                                                             |          | 33         |          |
| 1976 | Country Class                                                          |          | 18         |          |
| 1977 | Country Memories                                                       |          | 21         |          |
| 1978 | Best of/Vol. 2                                                         |          | 23         |          |
| 1978 | Jerry Lee Keeps Rockin'                                                |          | 40         |          |
| 1979 | Duets                                                                  |          | 32         |          |
| 1979 | Jerry Lee Lewis                                                        | 186      | 23         |          |
| 1980 | When Two Worlds Collide                                                |          | 32         |          |
| 1980 | Killer Country                                                         |          | 35         |          |
| 1981 | Best of/Vol. 3                                                         |          | 49         |          |
| 1982 | The Survivors Live (con Johnny Cash y Carl Perkins)                    |          | 21         |          |
| 1983 | My Fingers Do the Talkin'                                              |          | 62         |          |
| 1986 | Class of '55 (con Johnny Cash, Carl Perkins y Roy Orbison)             | 87       | 15         |          |
| 1989 | Great Balls of Fire                                                    |          |            |          |
| 1993 | All Killer, No Filler: The Anthology                                   |          |            |          |
| 1995 | Young Blood                                                            | 31       |            |          |
| 2006 | Last Man Standing                                                      | 1        | 2          |          |
| 2010 | Mean Old Man                                                           | 30       |            |          |
| 2012 | Live At Third Man Records                                              |          |            |          |
| 2014 | Rock & Roll Time                                                       |          |            |          |
| 2022 | Jimmy Lee & Jerry Lee: The Boys From Ferriday (con Jimmy Lee Swaggart) |          |            |          |

### Sencillos
| Año  | Título                                           | Posición | Posición   | Posición | Posición | RIAA |
| Año  | Título                                           | US       | US Country | US R&B   | UK       | RIAA |
| ---- | ------------------------------------------------ | -------- | ---------- | -------- | -------- | ---- |
|      | "Crazy Arms"                                     | —        | —          | —        | —        | —    |
| 1957 | "Whole Lotta Shakin' Goin' On"                   | 3        | 1          | 1        | 8        | Oro  |
| 1957 | "Great Balls of Fire"                            | 2        | 1          | 3        | 1        | Oro  |
| 1957 | "You Win Again"                                  | 95       | 4          | 3        | —        | Oro  |
| 1958 | "Breathless"                                     | 7        | 4          | 3        | 8        | Oro  |
| 1958 | "Down the Line"                                  | 51       | —          | —        | —        | —    |
| 1958 | "High School Confidential"                       | 21       | 9          | 5        | 12       | Oro  |
| 1958 | "Fools Like Me"                                  | —        | 9          | 11       | —        | —    |
| 1958 | "The Return Of Jerry Lee"                        | —        | —          | —        | —        | —    |
| 1958 | "Break Up"                                       | 52       | 19         | —        | —        | —    |
| 1958 | "I'll Make It All Up to You"                     | 85       | 19         | —        | —        | —    |
| 1958 | "I'll Sail My Ship Alone"                        | 93       | —          | —        | —        | —    |
| 1959 | "Lovin' Up a Storm"                              | 81       | —          | —        | 28       | —    |
| 1959 | "Let's Talk About Us"                            | 76       | —          | —        | —        | —    |
| 1959 | "Little Queenie"                                 | —        | —          | —        | —        | —    |
| 1960 | "Old Black Joe"                                  | —        | —          | —        | —        | —    |
| 1960 | "Baby Baby Bye Bye"                              | —        | —          | —        | 47       | —    |
| 1960 | "Hang Up My Rock 'n' Roll Shoes"                 | —        | —          | —        | —        | —    |
| 1960 | "In The Mood" (bajo el pseudónimo de The Hawk)   | —        | —          | —        | —        | —    |
| 1960 | "When I Get Paid"                                | —        | —          | —        | —        | —    |
| 1961 | "What'd I Say"                                   | 25       | 27         | 26       | 10       | —    |
| 1961 | "It Won't Happen With Me"                        | —        | —          | —        | —        | —    |
| 1961 | "Cold, Cold Heart"                               | —        | 22         | —        | —        | —    |
| 1961 | "Save The Last Dance for Me"                     | —        | —          | —        | —        | —    |
| 1961 | "Money"                                          | —        | —          | —        | —        | —    |
| 1962 | "I've Been Twistin'"                             | —        | —          | —        | —        | —    |
| 1962 | "Sweet Little Sixteen"                           | 95       | —          | —        | 38       | —    |
| 1962 | "How's My Ex Treating You?"                      | 98       | —          | —        | —        | —    |
| 1962 | "Good Golly Miss Molly"                          | 99       | —          | —        | 31       | —    |
| 1963 | "Teenage Letter"                                 | —        | —          | —        | —        | —    |
| 1963 | "Hit The Road, Jack"                             | 103      | —          | —        | —        | —    |
| 1963 | "Pen And Paper"                                  | —        | 36         | —        | —        | —    |
| 1964 | "I'm On Fire"                                    | 98       | —          | —        | —        | —    |
| 1964 | "She Was My Baby"                                | —        | —          | —        | —        | —    |
| 1964 | "High Heel Sneakers"                             | 91       | —          | —        | —        | —    |
| 1965 | "Baby, Hold Me Close"                            | 129      | —          | —        | —        | —    |
| 1965 | "Carry Me Back To Old Virginia"                  | —        | —          | —        | —        | —    |
| 1965 | "Rockin' Pneumonia And The Boogie-Woogie Flu"    | —        | —          | —        | —        | —    |
| 1965 | "Green Green Grass Of Home"                      | —        | —          | —        | —        | —    |
| 1966 | "Stick And Stones"                               | —        | —          | —        | —        | —    |
| 1966 | "Memphis Beat"                                   | —        | —          | —        | —        | —    |
| 1967 | "It's A Hang Up Baby"                            | —        | —          | —        | —        | —    |
| 1967 | "Turn On Your Love Light"                        | —        | —          | —        | —        | —    |
| 1968 | "Another Place, Another Time"                    | 97       | 4          | —        | —        | —    |
| 1968 | "What's Made Milwaukee Famous"                   | 94       | 2          | —        | —        | —    |
| 1968 | "She Still Comes Around"                         | —        | 2          | —        | —        | —    |
| 1968 | "To Make Love Sweeter for You"                   | —        | 1          | —        | —        | —    |
| 1969 | "Don't Let Me Cross Over" (con Linda Gail Lewis) | —        | 9          | —        | —        | —    |
| 1969 | "One Has My Name (The Other Has My Heart)"       | —        | 3          | —        | —        | —    |
| 1969 | "Invitation to Your Party"                       | —        | 6          | —        | —        | —    |
| 1969 | "She Even Woke Me Up to Say Goodbye"             | —        | 2          | —        | —        | —    |
| 1969 | "One Minute Past Eternity"                       | —        | 2          | —        | —        | —    |
| 1969 | "Roll Over Beethoven" (con Linda Gail Lewis)     | —        | 8          | —        | —        | —    |
| 1969 | "Once More With Feeling"                         | —        | 2          | —        | —        | —    |
| 1970 | "I Can't Seem To Say Goodbye"                    | —        | 7          | —        | —        | —    |
| 1970 | "There Must Be More To Love Than This"           | —        | 1          | —        | —        | —    |
| 1970 | "Waiting For A Train"                            | —        | 11         | —        | —        | —    |
| 1970 | "In Loving Memories"                             | —        | 48         | —        | —        | —    |
| 1971 | "Touching Home"                                  | 110      | 3          | —        | —        | —    |
| 1971 | "Love On Broadway"                               | —        | 31         | —        | —        | —    |
| 1971 | "When He Walks on You"                           | —        | 11         | —        | —        | —    |
| 1971 | "Me and Bobby McGee"                             | 40       | 1          | —        | —        | Oro  |
| 1971 | "Would You Take Another Chance on Me"            | —        | 1          | —        | —        | —    |
| 1972 | "Chantilly Lace"                                 | 43       | 1          | —        | 33       | Oro  |
| 1972 | "Think About It Darlin'"                         | —        | 1          | —        | —        | —    |
| 1972 | "Lonely Weekends"                                | —        | 11         | —        | —        | —    |
| 1972 | "Turn On Your Love Light"                        | 95       | —          | —        | —        | —    |
| 1972 | "Me And Jesus"                                   | —        | —          | —        | —        | —    |
| 1972 | "I'm Walking"                                    | 95       | —          | —        | —        | —    |
| 1972 | "Your Lovin' Ways"                               | —        | —          | —        | —        | —    |
| 1972 | "Who's Gonna Play This Ol' Piano?"               | —        | 14         | —        | —        | —    |
| 1973 | "No More Hanging On"                             | —        | 19         | —        | —        | —    |
| 1973 | "Drinkin' Wine Spo-Dee-O-Dee"                    | 41       | 20         | —        | —        | Oro  |
| 1973 | "No Headstone on My Grave"                       | 104      | 60         | —        | —        | —    |
| 1973 | "Sometimes a Memory Ain't Enough"                | —        | 6          | —        | —        | —    |
| 1973 | "I Can't Trust Me"                               | —        | —          | —        | —        | —    |
| 1973 | "Falling To The Bottom"                          | —        | —          | —        | —        | —    |
| 1973 | "I'm Left You're Right She's Gone"               | —        | 21         | —        | —        | —    |
| 1974 | "Just A Little Bit"                              | —        | —          | —        | —        | —    |
| 1974 | "Tell Tale Signs"                                | —        | 18         | —        | —        | —    |
| 1974 | "He Can't Fill My Shoes"                         | —        | 8          | —        | —        | —    |
| 1975 | "I Can Still Hear The Music In The Restroom"     | —        | 13         | —        | —        | —    |
| 1975 | "Boogie Woogie Country Man"                      | —        | 24         | —        | —        | —    |
| 1975 | "A Damn Good Country Song"                       | —        | 68         | —        | —        | —    |
| 1976 | "Don't Boogie Woogie"                            | —        | 58         | —        | —        | —    |
| 1976 | "Let's Put It Back Together"                     | —        | 6          | —        | —        | —    |
| 1976 | "The Closest Thing To You"                       | —        | 27         | —        | —        | —    |
| 1977 | "Middle Age Crazy"                               | —        | 4          | —        | —        | —    |
| 1978 | "Come On In"                                     | —        | 10         | —        | —        | —    |
| 1978 | "I'll Find It Where I Can"                       | —        | 10         | —        | —        | —    |
| 1978 | "Am I To Be The One"                             | —        | —          | —        | —        | —    |
| 1978 | "Save The Last Dance For Me"                     | —        | 26         | —        | —        | —    |
| 1978 | "Cold, Cold Heart"                               | —        | 84         | —        | —        | —    |
| 1979 | "Rockin' My Life Away"                           | 101      | 18         | —        | —        | —    |
| 1979 | "I Wish I Was Eighteen Again"                    | —        | 18         | —        | —        | —    |
| 1979 | "Who Will The Next Fool Be"                      | —        | 20         | —        | —        | —    |
| 1980 | "When Two Worlds Collide"                        | —        | 11         | —        | —        | —    |
| 1980 | "Honky Tonk Stuff"                               | —        | 28         | —        | —        | —    |
| 1980 | "Folsom Prison Blues"                            | —        | —          | —        | —        | —    |
| 1980 | "Over The Rainbow"                               | —        | 10         | —        | —        | —    |
| 1981 | "Thirty-Nine And Holding"                        | —        | 4          | —        | —        | —    |
| 1981 | "I'd Do It All Again"                            | —        | 52         | —        | —        | —    |
| 1982 | "I'm So Lonesome I Could Cry"                    | —        | 43         | —        | —        | —    |
| 1982 | "My Fingers Do The Talkin'"                      | —        | 44         | —        | —        | —    |
| 1982 | "Circumstantial Evidence"                        | —        | —          | —        | —        | —    |
| 1982 | "Why You Been Gone So Long"                      | —        | 69         | —        | —        | —    |
| 1983 | "Come As You Where"                              | —        | 66         | —        | —        | —    |
| 1984 | "I Am What I Am"                                 | —        | —          | —        | —        | —    |
| 1986 | "Get Out Your Big Roll, Daddy"                   | —        | —          | —        | —        | —    |
| 1986 | "Sixteen Candles"                                | —        | 61         | —        | —        | —    |
| 1989 | "Great Balls Of Fire"                            | —        | —          | —        | —        | —    |
| 1989 | "Crazy Arms"                                     | —        | —          | —        | —        | —    |
| 1989 | "High School Confidential"                       | —        | —          | —        | —        | —    |
| 1990 | "It Was The Whiskey Talkin' (Not Me)"            | —        | —          | —        | —        | —    |
| 1995 | "Goosebumps"                                     | —        | —          | —        | —        | —    |
| 2006 | "Rock And Roll"                                  | —        | —          | —        | —        | —    |
| 2009 | "Mean Old Man"                                   | —        | —          | —        | —        | —    |